# Carlos Víctor Aramayo
Carlos Víctor Aramayo Zeballos (Parigi, 7 ottobre 1889 – Parigi, 14 aprile 1981) è stato un imprenditore boliviano.
Era considerato, assieme a Simón Iturri Patiño e Moritz Hochschild, uno dei tre "baroni dello stagno" della prima metà del XX secolo.

## Biografia
Cresciuto in Francia, nel 1926 divenne presidente dell'azienda mineraria Compañía Aramayo de Minas de Bolivia (CAMB). Nel 1929, fu nominato ambasciatore presso il Regno Unito. Successivamente, ricoprì le cariche di Ministro delle Finanze e di Ministro degli Affari Esteri. Durante la seconda guerra mondiale le aziende di Aramayo divenne fornitore di materie prime per l'industria bellica alleata. Le miniere della CAMB vennero nazionalizzate dallo stato boliviano dopo la rivoluzione del 1952.
Fu anche proprietario del periodico La Razón.

## Premi
- Premio Maria Moors Cabot: 1947[1]